# Eugenia rufofulva
Eugenia rufofulva là một loài thực vật có hoa trong Họ Đào kim nương. Loài này được Thwaites mô tả khoa học đầu tiên năm 1864.